# Határozatlan névmás
A hagyományos grammatikában a határozatlan névmás terminus heterogén szóosztályt nevez meg. A magyar nyelv grammatikái megkülönböztetnek határozatlan névmásokat és általános névmásokat, bár megjegyzik, hogy mindkettőre jellemző a határozatlanság, és hogy egyes esetekben a kettő nehezen választható szét. Más nyelvek grammatikáiban együtt tárgyalják őket a „határozatlan névmás” magyar terminusnak megfelelő elnevezés alatt. Meghatározásával többféleképpen próbálkoznak.
Az egyik próbálkozás abban áll, hogy felsorolják azokat a szavakat, amelyek határozatlan névmásoknak számíthatnak: más, mindegyik, akárki stb. Egy másik kísérlet az, hogy megállapítják, mely névmások közé nem tartoznak a határozatlanoknak nevezettek: sem személyes, sem birtokos, sem mutató, sem vonatkozó, sem kérdő névmások. Olyan meghatározás is van, amely szerint a határozatlan névmás főnevet helyettesít nagyon bizonytalan tájékoztatásokat adva meg arról, amit az megnevez.
Magyar grammatikák is különféle definíciókkal élnek. Bokor 2007 szerint például „a határozatlan névmás közelebbről meg nem határozott személyt, dolgot, fogalmat, illetve tulajdonságot vagy mennyiséget jelöl; az általános névmás pedig minden élőlényre, élettelen tárgyra, elvont fogalomra, továbbá minden tulajdonságra vagy egész mennyiségre vonatkozó, összefoglaló értelmű szó.” Kugler – Laczkó 2000 szerint „a határozatlan névmás azt jelöli, hogy meghatározhatatlan, melyik x elemre érvényes (pl. valaki, valami ’a személyek, ill. dolgok halmazának egy meghatározhatatlan eleme’, néhány ’meghatározhatatlan számú elem’)”, az általános névmások esetében pedig „meghatározható, milyen x elemre érvényesek, bár csak nagyon általánosan”.
A gond azokkal a szavakkal van, amelyekre nem vonatkozik a meglévő definíciók egyike sem. Egyesek nem határozatlanok, például a (franciául) tout ’minden’, chacun ’mindegyik’, (angolul) everyone ’mindegyik’ szavakat a kontextus meghatározza. Más szavakat nem lehet kizárni más szóosztályokból. Például a francia on névmást határozatlannak tekintik, de funkciója szerint személyes névmás. Kérdéses továbbá, hogy azok, amelyek meghatározatlan mennyiséget fejeznek ki, határozatlan névmások vagy számnevek-e, pl. (angolul) all, ’összes’, several ’több’. Másrészt egyes határozatlan névmásoknak tartott szavak nem helyettesítenek főnevet, mint ahogy az általában a névmásra érvényes, pl. (franciául) Quelque chose est arrivé ’Történt valami’. Ezt megjegyzi Kugler – Laczkó 2000 is.
Egyes grammatikákban bizonyos szóosztályokat a határozott névmás alosztályaiként kezelnek, másokban külön névmásosztályokként. Ilyen a fentebb említett általános névmások esete. Román grammatikákban a tagadó névmásokat elkülönítik, viszont magyar és francia grammatikákban nem, valamint a közép-délszláv diarendszer nyelveinek grammatikáiban sem.
Több nyelvben egyes határozatlan szavakat hasonló módon alkotnak szóösszetétel útján kérdő névmásokból és határozatlanságot/általánosságot kifejező elemekből:
| Magyar                | Francia          | Angol     | Szerb                                               | Román   |
| --------------------- | ---------------- | --------- | --------------------------------------------------- | ------- |
| akárki, bárki         | n’importe qui    | whoever   | bilo ko, ko bilo, ko god, ma ko, makar ko           | oricine |
| akármi, bármi         | n’importe quoi   | whatever  | bilo šta, što bilo, što god, ma šta, makar šta      | orice   |
| akármelyik, bármelyik | n’importe lequel | whichever | bilo koji, koji bilo, koji god, ma koji, makar koji | oricare |

Azoknak a szavaknak egy részét, melyeket a magyar grammatikákban határozatlan és általános névmásoknak neveznek, névmásokként és melléknevekként is használják (pl. valamelyik) más részét csak névmásokként (pl. akárki), megint más részét pedig csak melléknevekként (pl. némi).

## Néhány nyelv grammatikáiban

### Magyar grammatikákban
A határozatlan névmások többsége a vala- és a né- előtagokkal alkotott, a legtöbb második eleme kérdő névmás. Példák mondatokban:
- a vala- előtaggal:

- főnéviek:

Csöngetett valaki
Valami nyugtalanít
Valamelyikünk lemegy tejért
- melléknéviek:

Valamilyen tanfolyamot végzett
Csukd be valamelyik ablakot!
Valamennyi könyv a táskámban van
- a né- előtaggal:

- melléknéviek:

Némely(ik) törvény teljesen érthetetlen
Némi habozás után igent mondott
Néhány évvel később elváltak
- egyebek:

Egy(ik) sem tanult meg kínaiul
Egyikünk sem látta a svéd filmet
Az egyik spanyolul tanul, a másik olaszul
Semmi egyéb nem történt
Egyesek kirándulnak, mások otthon maradnak
Ki-ki megtalálta a maga számítását
Általános névmások:
- az akár- vagy a bár- szinonima előtagokkal (megengedő névmások):

- főnéviek:

Ezt akárki megérti
Itt beszélhetünk bármiről
- melléknéviek:

Bármelyik szálloda megfelel
Nem olvasok akármilyen újságot
- Mind és a mind- előtaggal (gyűjtő névmások):

- főnéviek:

Mind jól vannak
Minden rendben van
Mindenki elment ebédelni
Mindnyájan elégedettek voltunk
Mindannyiunkat meglepte a hír
- melléknévi:

Mindenféle emberrel összejött
- a se- előtaggal (tagadó névmások):

- főnéviek:

Senki nem/se(m) telefonált
Semmi nincs(en)/sincs(en) a hűtőszekrényben
- melléknéviek:

Semmilyen jó példa nem jutott eszünkbe
Semennyi pénz nincs nálam
Nincs egyetértés egyes határozatlan szókategóriák besorolását illetően. Például Kugler – Laczkó 2000 nem tart számon számnévi határozatlan névmásokat, viszont Szende – Kassai 2001 és Bokor 2007 ilyeneknek tartják a -mennyi és a -hány utótagúakat. A fenti előtagokból és kérdő határozószókból összetett szavakat (valahol, némelykor, mindenütt, bárhonnan, akárhova, semmiképp stb.) Kugler – Laczkó 2000 a határozatlan és az általános névmásokhoz sorolja, azonban Szende – Kassai 2001 és Bokor 2007 névmási határozószókként kezeli őket. Balogh 1971 megemlíti, hogy ezek a szavak a határozatlan névmások közé sorolhatók, de névmási határozószókként is tárgyalja őket.

### Szerb grammatikákban
Ezekben a grammatikákban csak határozatlan névmásokról van szó, közéjük sorolják az általános jelentésűeket is. Ezekben is megkülönböztetnek főnévi és melléknévi határozatlan névmásokat.
A legtöbb határozatlan névmás kérdő névmásokból ered a ne-, sva-, ni- és i- előtagok hozzáadásával, és belőlük az alábbi rendszer keletkezik:
| 1               | 2                | 3                                | 4                     | 5                                |
| --------------- | ---------------- | -------------------------------- | --------------------- | -------------------------------- |
| nešto ’valami’  | neko ’valaki’    | neki ’valami’, ’néhány’          | nekakav ’valamilyen’  | nečiji ’valaki (vmije/vkije)’    |
| svašta ’akármi’ | svako ’mindenki’ | svaki ’minden’, mindegyik’       | svakakav ’mindenféle’ | svačiji ’mindenki (vmije/vkije)’ |
| ništa ’semmi’   | niko ’senki’     | nijedan ’egy … sem’, ’egyik sem’ | nikakav ’semmilyen’   | ničiji ’senki (vmije/vkije)’     |
| išta ’valami’   | iko ’valaki’     | ijedan ’(legalább) egy’          | ikakav ’valamilyen’   | ičiji ’valaki (vmije/vkije)’     |

A 3., a 4. és az 5. oszlopbeli szók lehetnek úgy főnévi, mint melléknévi használatúak, viszont az elsőben és a másodikban levők csak főnéviek lehetnek.
Ezeket a szavakat úgy ragozzák, mint az alapjukként szolgáló szavakat. A ni- és az i- előtagokkal képzett szók jellegzetessége az, hogy majd minden velük használt elöljárószó az előtag és az alapszó közé kerül: ni iz čega ’semmiből’, ni s kim ’senkivel’.
Az i- előtaggal képzett szók jelentése magába foglalja a korlátozott mennyiség fogalmát. Általában kérdő mondatokban és mellékmondatokban használják: Jeste li išta našli? ’Találtatok-e legalább valamit?’, Ima li ikakvog rezultata? ’Van-e legalább valamilyen eredmény?’, Da je iko dolazio, ja bih to znao ’Ha valaki is jött volna, én azt tudnám’. Nem használhatóak tagadószót tartalmazó egyszerű mondatban, de jelen lehetnek olyan összetett mondat tagmondatában, amelynek más mondata tagadó: Ne želim da iko pomisli da sam se uplašio ’Nem kívánom, hogy valaki is azt gondolja, hogy megijedtem’.
A ne- előtaggal képzett szókhoz hozzáadható a po- előképző, amely azt fejezi ki, hogy kis számú vagy ritkán előforduló személyekről vagy dolgokról van szó: Ponešto je tačno u ovom članku ’Itt-ott valami pontos is van ebben a cikkben’, Poneko se neće složiti sa mnom ’Egyesek nem fognak egyetérteni velem’. Ugyanaz a jelentése a -god utóképzőnek is: štogod = ponešto ’valami itt-ott, kogod = poneko ’valaki itt-ott’.
Vannak kérdő névmásokból és a magyar ’akár-’ előtag jelentésével bíró partikulákból alkotott határozatlan szókapcsolatok is. A partikulák helye különbözik:
- A god partikula a kérdő névmás mögött áll, és jelentése különbözik a -god képzőjétől: Ko god dođe, recite mu da nisam tu ’Akárki is jönne, mondja neki, hogy nem vagyok itt’.
- A ma és a makar partikulák a kérdő névmás előtt állnak: ma šta ’akármi’, makar koji ’akármelyik’.
- A bilo partikula állhat a kérdő névmás előtt vagy mögött: bilo ko vagy ko bilo ’akárki’.

### Francia grammatikákban
Ezekben a grammatikákban is csak határozatlan szavakról van szó. Egyesek megkülönböztetnek határozatlan mellékneveket és határozatlan névmásokat. Mások egyrészt mellékneveknek vagy determinánsoknak nevezettekről, másrészt névmásoknak tituláltakról szólnak, megint mások elkülönítik a determinánsokat a melléknevektől, és mindkét kategóriától a névmásokat. Mindegyik megjegyzi, hogy a határozatlan szavak egy része lehet determináns/melléknév is, és névmás is.
Grevisse – Goosse 2007 szerint determinánsok azok, amelyeket a névelőkhöz hasonlóan nem választanak szét mondattani elemzéskor a velük együtt működő főnévtől. Ezek szerint determináns például aucun az Il réussit sans aucun effort ’Minden erőfeszítés nélkül sikerül neki’ vagy az Aucun homme n’est irremplaçable ’Egyetlen ember sem helyettesíthetetlen’. Ugyanez a szó lehet névmás is: De toutes vos raisons, aucune ne me convainc ’Az Ön összes érvei közül egyik sem győz meg’. Határozatlan melléknévnek azt tekinti, amely előtt más determinánsként szolgáló szó áll, és ennek a szócsoportnak jelzői funkciója van: Donnez-moi l’autre livre / mon autre livre ’Adja ide a másik könyvet / a másik könyvemet’, Donnez-moi trois autres livres / quelques autres livres ’Adjon más három könyvet / néhány más könyvet’.
Alkalmi határozatlan determinánsokat is számba vesz Grevisse – Goosse 2007. Ilyenek lennének például egyes, a de elöljáró + főnévvel szerkesztett határozószók és határozószó értékű szókapcsolatok, melyek között vannak fokozottak is: C’est un homme qui a énormément de qualités ’Ez olyan ember, akinek rengeteg jó tulajdonsága van’, J’ai plus de souvenirs que si j’avais mille ans ’Több emlékem van, minthogyha ezer éves lennék’, Je reprendrais volontiers un peu de nouilles ’Szívesen ennék még egy kevés galuskát’.
Néhány szó megvan szokásos melléknévként és határozatlan determinánsként is. A két szerep közötti különbséget helyük is jelzi. Melléknévként a főnév után helyezkednek el, a másik szerepben pedig az előtt:
- Certain jelentése főnév után ’biztos’ (affronter une mort certaine ’biztos halállal áll szembe’),[31] főnév előtt ’egyes, bizonyos’: Certains vins ne se conservent pas longtemps ’Egyes borok nem állnak el sokáig’.[32]
- Divers jelentése főnév után ’különféle, különböző’ (Ils ont exprimé des points de vue très divers ’Nagyon különböző nézőpontokat fejeztek ki’), főnév előtt ’többféle’: Au cours de la réunion, divers points de vue ont été exprimés ’Az értekezleten többféle nézőpontot fejeztek ki’.[33]
- Différent jelentései nagyban hasonlók a divers jelentéseihez. Főnév után: Des personnes très différentes peuvent se plaire ’Nagyon különböző személyek is tetszhetnek egymásnak’. Főnév előtt: Différentes personnes ont été entendues ’Meghallgattak különböző személyeket’, ’Több személyt hallgattak meg’.[33]

Határozatlan determináns és névmás értékű szókapcsolatok is vannak, például:
Attention, vous avez laissé tomber quelque chose! ’Vigyázat, leejtett valamit!’
Ce modèle ne me plaît pas. Auriez-vous autre chose à me proposer ? Ez a modell nem tetszik. Tudna-e javasolni valami mást?’
Aline est très sympatique et jolie. Tout le monde l’aime ’Aline nagyon rokonszenves és szép. Mindenki (szó szerint ’az egész világ’) szereti’.
Egyes szókapcsolatok eredetileg mondatok, például a n’importe (szó szerint ’nem fontos’) kezdetűek:
N’importe qui vous dira que vous avez tort ’Akárki megmondja, hogy maga téved’;
Ouvrez n’importe quel journal ’Nyissa fel akármelyik újságot!’;
Prenez un livre, n’importe lequel ’Vegyen egy könyvet, akármelyiket!’
Ezeknél összetettebb mondati eredetű szókapcsolatok is vannak:
Ma promesse m’interdisait de le dire à qui que ce soit ’Ígéretem tiltotta, hogy akárkinek is elmondjam’ (szó szerint ’… ki hogy az legyen’);
Il avait défendu expressément qu’on change quoi que ce soit dans son texte ’Kifejezetten megtiltotta, hogy akármit is változtassanak a szövegén’ (szó szerint ’… mi hogy az legyen’).
Különös státusza van az on hangsúlytalan névmásnak, amelyet alanyi funkcióban használnak egyes szám harmadik személyű igével, úgy mint az ’ő’ jelentésű il (hímnem) és elle (nőnem) személyes névmásokat, ezért határozatlan személyes névmásnak tekintik. Ebben a szerepben kifejezhet:
- általános alanyt: On ne peut pas comprendre facilement cette musique ’Nem könnyen érthető ez a zene’;
- egyes vagy többes számú ismeretlen alanyt: On a frappé ’Kopogtak (az ajtón)’.

### Román grammatikákban
Román hagyományos grammatikákban sincs szó általános névmásokról. Megkülönböztetnek határozatlan névmásokat és névmási mellékneveket, és az utóbbiaknak jelzői funkciót tulajdonítanak. A tagadó névmásokat, illetve mellékneveket elkülönítik a határozatlanoktól.
Számos határozatlan névmásnak ebben a nyelvben is kérdő névmás az alapja, amelyhez határozatlan jelentésű előtag vagy utótag járul:
- fie-: fiecare ’mindegyik’;
- ori-: oricare ’akármelyik’, oricine ’akárki’, orice ’akármi’, oricât ’akármennyi’;
- -va: careva ’valamelyik’, cineva ’valaki’, ceva ”valami’, câtva ’valamennyi’.

Az alt ’más’ szóból és -va utótagú névmásból létrejön összetett névmás: altcineva ’másvalaki, valaki más’, altceva ’másvalami, valami más’.
A cât alapú szavaknak négy nem és szám szerinti alakja van: cât (hn. e. sz.), câtă (nn. e. sz.), câți (hn. t. sz.), câte (nn. t. sz.) A többes számú alakoknak más jelentése is van, mint az egyes számúaknak: oricâți/oricâte ’akárhány’, câțiva/câteva ’néhány’. A többi változatlan alakú ebből a szempontból, de a care és a cine alapú szavakat, valamint a câți/câte alapúakat ragozzák, azaz van részes és birtokos esetű alakjuk anélkül, hogy elválasztanák őket a másik tagtól: fiecărui(a) ’mindegyiknek’, oricui ’akárkinek’, câtorva ’néhánynak’, altcuiva ’másvalakinek’.
Ezekben a grammatikákban is számba vesznek mondati eredetű határozatlan névmás értékű szókapcsolatokat: nu știu cine ’valaki’ (szó szerint ’nem tudom, ki’), cine știe ce ’valami’ (szó szerint ’ki tudja, mi’), te miri ce ’valami’ (szó szerint ’csodálkozol, hogy mi’).